# Misil balístico de alcance medio

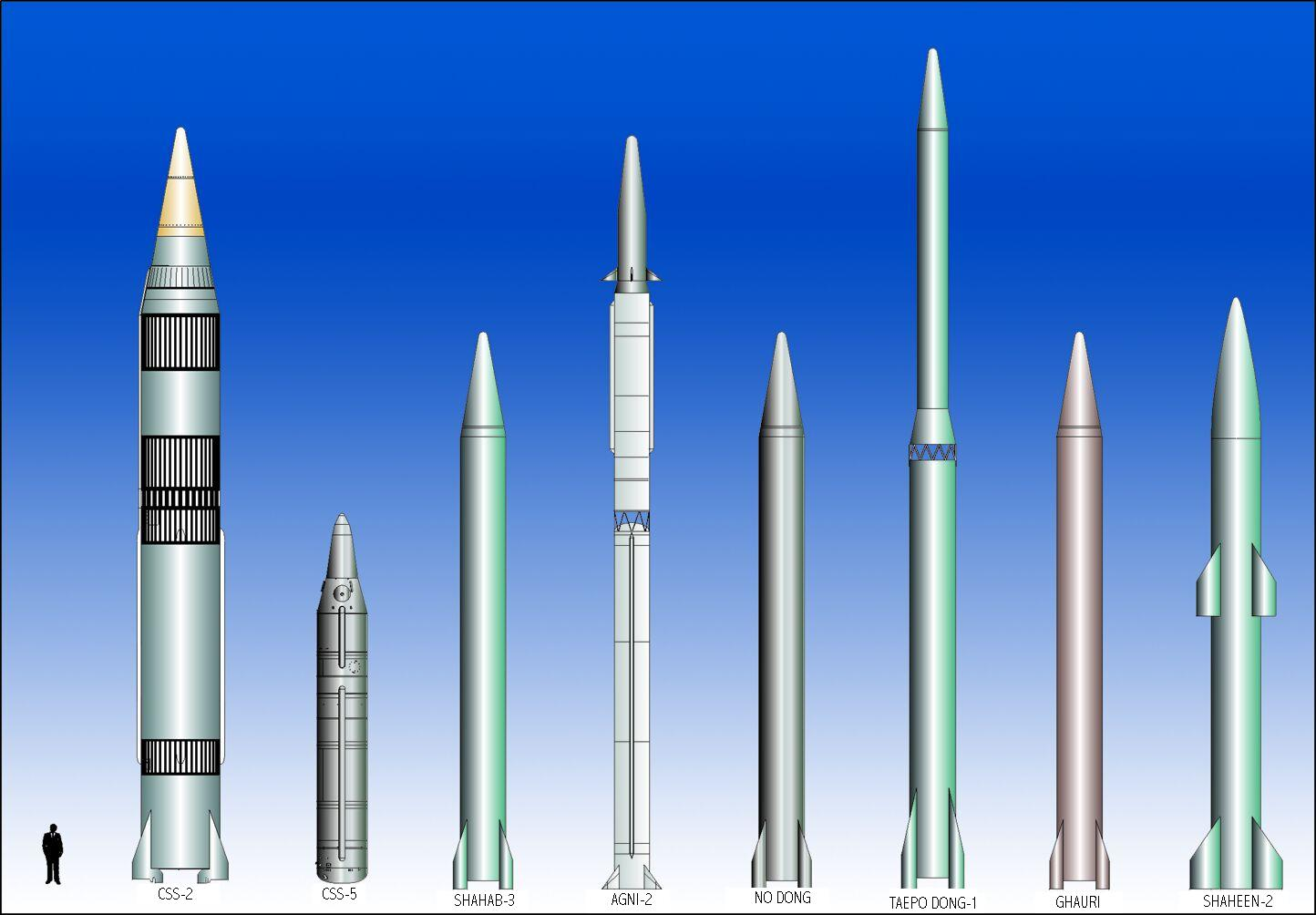
Misiles IRBM y MRBM.

Un misil balístico de alcance medio o MRBM (siglas del inglés Medium-Range Ballistic Missile), es un tipo de misil balístico con un alcance medio, esta clasificación depende de la definición usada en ciertas organizaciones. 
Dentro del Departamento de defensa de Estados Unidos, un misil de alcance medio está definido por aquellos que tienen un alcance máximo de entre 1.000 y 3.000 km. En la terminología moderna, los MRBM son parte del grupo más amplio denominado misiles balísticos de teatro (MBTO), que incluye a cualquier misil balístico con un alcance de menos de 3500 km.
Este tipo de misil provocó problemas entre Estados Unidos y la Unión Soviética durante la Guerra Fría (la crisis de los misiles de Cuba), por la instalación de bases de misiles en Turquía y en la isla de Cuba frente a la costa de Estados Unidos, los dos países en conflicto acordaron desmantelar las bases de misiles y no se volvieron a desarrollar hasta la aparición de los nuevos misiles balísticos desplazados en submarinos pocos años después, el nuevo misil balístico lanzado desde submarino que se mantenían ahora como una nueva amenaza para lograr la disuasión nuclear pero sin la instalación de bases de misiles balísticos en tierra en terceros países, que podían alterar el equilibrio estratégico entre los países y poner en peligro la paz mundial.

## Ejemplos de MRBM
Argentina
- Cóndor-2 - 2.000 kilómetros (1240 millas) (programa cancelado)

 China
- DF-2 - 1.250 kilómetros (780 mi)
- DF-16 - 1.000–1.600 kilómetros (620–990 mi)
- DF-17 - 1.800–2.500 kilómetros (1.100–1.600 mi)
- DF-21 - 1.500–1.700 kilómetros (930–1.060 mi)

 Francia
- SSBS S1

 India
- Agni-II - 2.000–3.000 kilómetros (1.200–1.900 mi)
- Agni-P - 1.000–2.000 kilómetros (620–1.240 mi)

 Irán
- Ashoura - 2.000–2.500 kilómetros (1.200–1.600 mi)
- Emad - 1.700 kilómetros (1.100 mi)
- Fajr-3 - 2.500 kilómetros (1.600 mi) (estimación)
- Fattah - 1.400 kilómetros (870 mi)
- Ghadr-110 - 2.000–3.000 kilómetros (1.200–1.900 mi)
- Khorramshahr - 2.000 kilómetros (1.200 mi)[2][3]
- Sajjil - 2.000–4.500 kilómetros (1.200–2.800 mi)
- Shahab-3 - 1.000–2.000 kilómetros (620–1.240 mi)

 Irak
- Badr-2000 - 1.000 kilómetros (620 mi)

 Israel
- Jericho II - 1.300 kilómetros (810 mi)
- Arrow 3 - 2.400 kilómetros (1.500 millas)

 Corea del Norte
- Hwasong-9 - 1.000 kilómetros (620 mi)
- Hwasong-10/RD-B Musudan - 2.500–4.000 kilómetros (1.600–2.500 mi)
- Pukguksong-1 - 500–2.000 kilómetros (310–1.240 mi)
- Pukguksong-2 - 1.200–3.000 kilómetros (750–1.860 mi)
- Pukguksong-3 - 2.500–3.000 kilómetros (1.600–1.900 mi)
- Rodong-1 - 1.000–1.500 kilómetros (620–930 mi)

 Pakistán
- Ababeel - 2.200 kilómetros (1.400 mi)
- Ghauri-I - 1.500 kilómetros (930 mi)
- Ghauri-II - 1.800–2.000 kilómetros (1.100–1.200 mi)
- Ghauri-III - 3.000–3.500 kilómetros (1.900–2.200 mi) (Cancelado)
- Shaheen-II - 2.500 kilómetros (1.600 mi)[4][5]
- Shaheen-III - 2.750 kilómetros (1.710 mi)[6][7]

 Turquía
- J-600T Yıldırım IV - 2.500 kilómetros (1.600 mi) - en desarrollo

 Unión Soviética
- R-5 Pobeda - 1.200 kilómetros (750 mi)
- R-12 Dvina - 2.080 kilómetros (1.290 mi)
- RT-15 - 2.500 kilómetros (1.600 mi)

 Estados Unidos
- Long-Range Hypersonic Weapon - más de 2.775 kilómetros (1.724 mi)
- OpFires - sobre 1.609 kilómetros (1.000 mi)
- Pershing II - 1.770 kilómetros (1.100 mi)
- PGM-19 Jupiter - 2.400 kilómetros (1.500 mi)